# 52293 Моммзен
52293 Моммзен (52293 Mommsen) — астероїд головного поясу, відкритий 12 жовтня 1990 року.
Тіссеранів параметр щодо Юпітера — 3,142.